# زلاتكو كايكوفسكي
زلاتكو كايكوفسكي (بالكرواتية: Zlatko Čajkovski)‏ (مواليد 24 نوفمبر 1923) هو لاعب كرة قدم. يلعب مع منتخب يوغوسلافيا لكرة القدم. سبق له أن لعب في كأس العالم لكرة القدم مع منتخب بلاده.

## روابط خارجية
- زلاتكو كايكوفسكي على موقع IMDb (الإنجليزية)
- زلاتكو كايكوفسكي على موقع قاعدة بيانات الفيلم (الإنجليزية)
- زلاتكو كايكوفسكي على موقع كينوبويسك (الروسية)

- زلاتكو كايكوفسكي على موقع الاتحاد الدولي (مؤرشف)  (الإنجليزية)
- زلاتكو كايكوفسكي على موقع قاعدة بيانات كرة القدم.إي يو (الإنجليزية)
- زلاتكو كايكوفسكي على موقع بيانات كرة القدم. دي إي (الألمانية)
- زلاتكو كايكوفسكي على موقع ناشيونال فوتبول تيمز (الإنجليزية)
- زلاتكو كايكوفسكي على موقع عالم كرة القدم.نت (الإنجليزية)
- زلاتكو كايكوفسكي على موقع أوليمبيديا (الإنجليزية)